# Kükəl
Kükəl (ryska: Кюкель) är en ort i Azerbajdzjan.   Den ligger i distriktet Ağdaş Rayonu, i den centrala delen av landet, 200 km väster om huvudstaden Baku. Kükəl ligger 75 meter över havet och antalet invånare är 1 183.
Terrängen runt Kükəl är platt åt sydväst, men åt nordost är den kuperad. Runt Kükəl är det ganska tätbefolkat, med 134 invånare per kvadratkilometer.. Närmaste större samhälle är Ağdaş, 8,4 km väster om Kükəl.
Omgivningarna runt Kükəl är i huvudsak ett öppet busklandskap.